# Wyżyna Tarchankucka
Wyżyna Tarchankucka – wyżyna zajmująca większą część Półwyspu Tarchankuckiego Krymu.
Zbudowana jest z neogeńskich wapieni, najwyższa wysokość to 179 m n.p.m.